# (1676) Kariba
(1676) Kariba  est un astéroïde de la ceinture principale découvert par Cyril V. Jackson, le 15 juin 1939.

## Nom
Il a été nommé d'après le Lac Kariba, grand lac artificiel entre la Zambie et le Zimbabwe-Rhodésie.